# Улуру-Ката-Тьюта (національний парк)

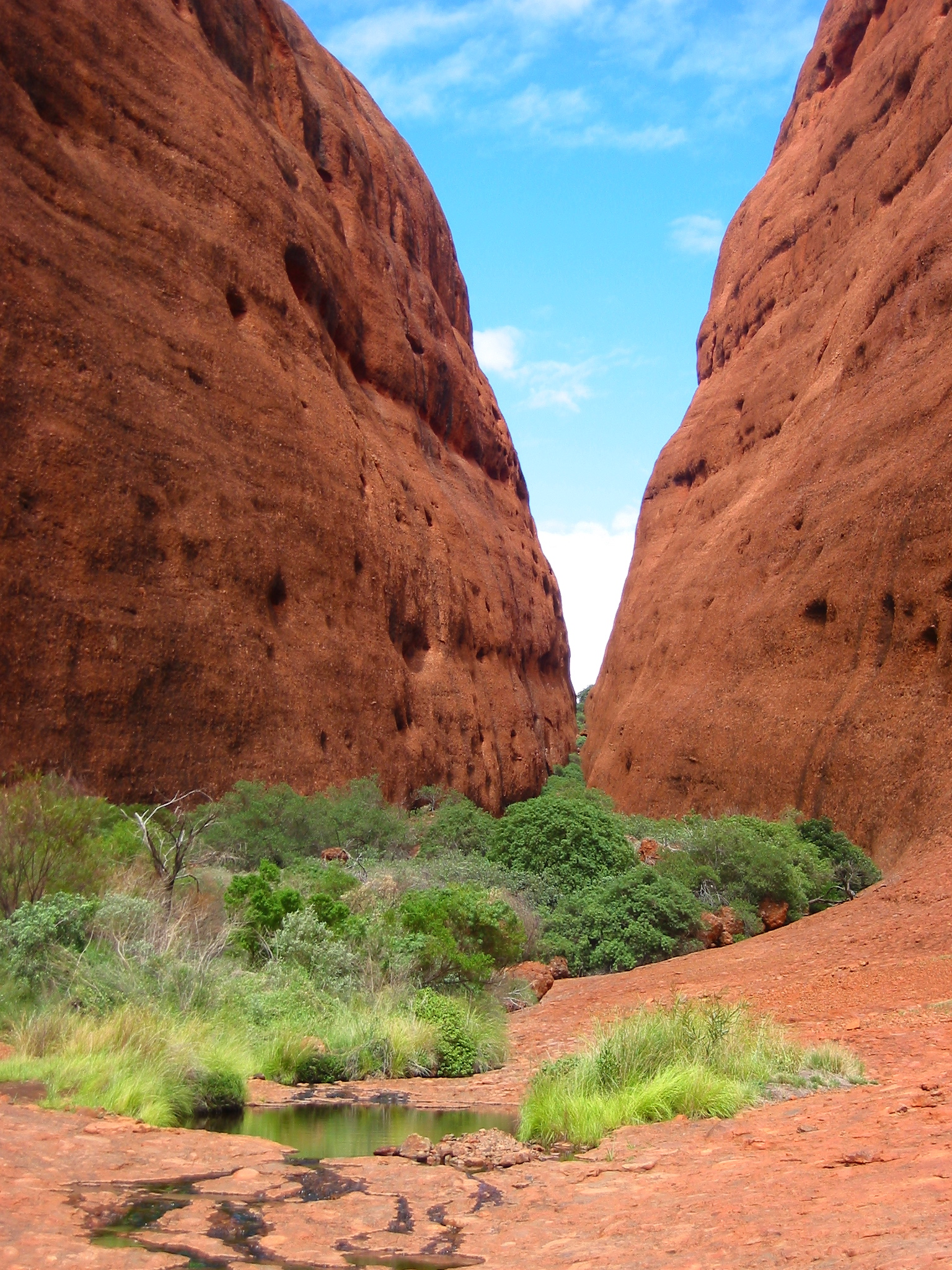
Ката Тьюта

Національний парк Улуру-Ката Тьюта (англ. Uluru-Kata Tjuta National Park) — національний парк в Австралії. З 1987 року в списку Світової спадщини ЮНЕСКО.

## Географія
Національний парк Улуру-Ката Тьюта розташований Північній території, за 1431 кілометр на південь від міста Дарвін і за 440 кілометрів на південний захід від Аліс-Спрингс. Парк займає площу в 1 326 км². Частинами парку є знамениті скелі Улуру, а також Ката-Тьюта (Маунт Ольга), що знаходиться західніше від Улуру за 40 кілометрів.
Середня температура в літні місяці в парку становить 45 °C, середня зимова температура −5 °C. У рік тут у середньому випадає 307,7 мм опадів.
Територію парку населяють аборигени анангу, багато з яких в наш час[коли?] працюють провідниками і екскурсоводами туристичних груп.

## Історія
Перші європейці відвідали ці місця в 1870 році. У 1872 були складені карти регіону Улуру-Ката Тьюта. На рубежі XIX–XX століть тут почали селитися європейські фермери, що призвело до численних сутичок між ними та аборигенами. У 1920 році на частині території нинішнього національного парку була створена резервація для аборигенів. Туристи почали відвідувати територію навколо Улуру-Ката Тьюта починаючи з 1936 року. У 1976 році Австралія передала права на територію парку народам, які жили на його території (аборигенам), які потім «здали в оренду» парк австралійському уряду терміном на 99 років. У 1987 році національний парк Улуру-Ката Тьюта був включений до списку Всесвітньої спадщини ЮНЕСКО. У 1995 парк отримав Золоту медаль Пікассо — вищу нагороду ЮНЕСКО «за збереження природи і культури аборигенів анангу».
Поведінка туристів на території національного парку суворо регламентована. За порушення передбачені дуже великі грошові штрафи.

## Флора
Природний ландшафт парку — пустеля. Тварини і рослини, що мешкають у ній, створюють єдиний біологічний цикл. Деякі з цих рослин і тварин аборигени використовують як засоби традиційної медицини або їжу.
Рослинний світ Улуру-Ката Тьюта представлений практично всіма видами, що трапляються в Центральній Австралії. Деякі з цих рослин вкрай рідкісні і поширені лише на території національного парку. З дерев тут ростуть різні види евкаліптів, акації, гревіллея. Час цвітіння рослин настає взимку і після дощів.

## Геологія
Згідно з дослідженнями геологів, на місці нинішнього національного парку Улуру-Ката Тьюта приблизно 500 мільйонів років тому знаходилося море. Протягом сотень тисяч років на його дні створювалися відкладення з піску і гальки, що перетворилися з часом у пісковик. Відповідно до новітніх здобутків, Улуру не є окремою височиною, а частиною гірського хребта, що лежить в наш час[коли?] під поверхнею землі і виходить назовні лише у Улуру і Ката Тьюта. Обидві ці височини з'єднані між собою під землею в єдину геологічну формацію.
Червоне забарвлення скель спричинене мінералом гематит (оксид заліза), що входить до складу гірської породи.